# Florent Rouamba
Florent Rouamba (ur. 31 grudnia 1986 w Wagadugu) – burkiński piłkarz grający na pozycji defensywnego pomocnika.

## Kariera klubowa
Karierę piłkarską Rouamba rozpoczął w klubie US Wagadugu ze stolicy kraju Wagadugu. Następnie w 2002 roku awansował do kadry pierwszej drużyny i wtedy też zadebiutował w pierwszej lidze burkińskiej. W 2003 roku odszedł do ASFA Yennega. W 2004 roku wywalczył swój pierwszy tytuł mistrza Burkina Faso,. W sezonie 2004/2005 ponownie grał w US Wagadugu i zdobył z nim Coupe de Faso. W sezonie 2005/2006 występował w ASFA Yennega, z którym ponownie został mistrzem kraju.
Na początku 2006 roku Rouamba podpisał kontrakt z mołdawskim Sheriffem Tyraspol. Przez pierwsze dwa sezony był rezerwowym zawodnikiem, ale w połowie 2007 roku stał się podstawowym zawodnikiem zespołu. W latach 2006–2009 czterokrotnie z rzędu wywalczył mistrzostwo Mołdawii. W latach 2006, 2008 i 2009 trzykrotnie zdobył Puchar Mołdawii, a w 2009 roku wygrał też Puchar Mistrzów WNP. W 2010 roku po raz piąty został mistrzem Mołdawii. W sezonach 2011/2012 i 2012/2013 także wywalczył tytuł mistrzowski.
W 2013 roku Rouamba odszedł do Charltonu Athletic. Następnie w latach 2013–2015 grał w CA Bastia. Latem 2015 trafił do Saint-Pryvé Saint-Hilaire FC.
| Sezon   | Klub                         | Kraj         | Rozgrywki            | Mecze | Bramki |
| ------- | ---------------------------- | ------------ | -------------------- | ----- | ------ |
| 2002/03 | US Wagadugu                  | Burkina Faso | Superdivision        | ?     | ?      |
| 2003/04 | ASFA Yennega                 | Burkina Faso | Superdivision        | ?     | ?      |
| 2004/05 | US Wagadugu                  | Burkina Faso | Superdivision        | ?     | ?      |
| 2005/06 | ASFA Yennega                 | Burkina Faso | Superdivision        | ?     | ?      |
| 2005/06 | Sheriff Tyraspol             | Mołdawia     | Divizia Națională    | 2     | 1      |
| 2006/07 | Sheriff Tyraspol             | Mołdawia     | Divizia Națională    | 6     | 0      |
| 2007/08 | Sheriff Tyraspol             | Mołdawia     | Divizia Națională    | 25    | 2      |
| 2008/09 | Sheriff Tyraspol             | Mołdawia     | Divizia Națională    | 30    | 4      |
| 2009/10 | Sheriff Tyraspol             | Mołdawia     | Divizia Națională    | 21    | 2      |
| 2010/11 | Sheriff Tyraspol             | Mołdawia     | Divizia Națională    | 29    | 0      |
| 2011/12 | Sheriff Tyraspol             | Mołdawia     | Divizia Națională    | 26    | 0      |
| 2012/13 | Sheriff Tyraspol             | Mołdawia     | Divizia Națională    | 12    | 1      |
| 2012/13 | Charlton Athletic            | Anglia       | Championship         | 0     | 0      |
| 2013/14 | CA Bastia                    | Francja      | Ligue 2              | 29    | 0      |
| 2014/15 | CA Bastia                    | Francja      | Championnat National | 23    | 0      |
| 2015/16 | Saint-Pryvé Saint-Hilaire FC | Francja      | CFA 2                | 15    | 0      |
| 2016/17 | Saint-Pryvé Saint-Hilaire FC | Francja      | CFA 2                |       |        |

## Kariera reprezentacyjna
W reprezentacji Burkiny Faso Rouamba w 2004 roku. W 2010 roku został powołany do kadry na Puchar Narodów Afryki 2010.